# Рабиа (князь Абхазии)
Рабиа (груз. რაბია, абх. Рабиа) — второй владетельный князь Абхазского княжества из рода Шервашидзе. Упомянут среди других вассалов царя Грузии Георгия VIII, отправившегося в поход против турок, захвативших Константинополь. Сын основателя династии Аргунаи. Правил ориентировочно в 1459—1461 годах.
Биография почти не известна. Упомянут в письме, которое в 1459 году царь Грузии Георгий VIII направил герцогу Бургундии Филиппу III. Речь в письме идёт о готовящейся грузинским царём коалиции против турок с целью освобождения Константинополя. Перечисляются воинские силы, собранные Георгием, и в частности говорится:
Князь Абхазии Рабиа обещал выступить со своими братьями, вассалами и со всеми своими войсками.
Оригинальный текст (лат.)Rabia, dux Apocasiae cum suis fratribus et baronibus promisit nobiscum et ipse veniet omnia sua potentia.